# دیگنیو
دیگنیو یک شرکت فناوری مراقبت‌های بهداشتی می‌باشد که به شکل مرکزی در تشکیل قسمت‌های مجازی نقش دارد. در سال ۲۰۱۰ در کراکروی نروژ تأسیس شد. این پایگاه در سال ۲۰۲۰ در منچستر تأسیس گردید. همچنین پایگاهی در بیرمنگام دارد و با طرح فراتر از داده‌ها فکر کنید مستقر در دانشگاه استون درگیر می‌باشد. این سازمان قصد دارد تحلیل دقیقی از تأثیر معرفی منطقه هوای پاک بیرمنگام عرضه می‌کند.
این فناوری از اپلیکیشن دیگنیو من در گوشی‌های هوشمند استفاده می‌کند و از دستگاه‌های بلوتوث متصل برای ثبت نشانه‌های حیاتی آن‌ها استفاده می‌شود. وقتی که چیزی خارج از محدوده قابل قبول قرار می‌گیرد، پزشک‌ها هشدار می‌دهند. بعد از یک آزمایش موفقیت‌آمیز، مؤسسه تراست فونداتیون ان اچ اس در ماه ژوئن ۲۰۲۲ برنامه‌های خود را برای راه‌اندازی یک بخش مجازی ۵۰۰ تختخوابی با استفاده از فناوری دیگنیو برای بیماران با شرایط مختلف اعلام نمود. بیمارها از اپلیکیشن دیگنیو من برای ثبت علائم حیاتی خود استفاده خواهند کرد.
این دستگاه با دستگاه الیوکور کاردیا موبایل مرتبط می‌باشد که امکان انتقال الکتروکاردیوگرام‌های ثبت شده توسط بیماران در جامعه را مستقیماً به پزشک‌ها می‌دهد. این توسط بیمارستان‌های دانشگاه لستر ان اچ اس تراست در یک قسمت مجازی برای نظارت و مدیریت بیماران مبتلا به فیبریلاسیون دهلیزی استفاده می‌شود.
دیگنیو و مسترکال، یک سرویس خارج از ساعت، شراکتی را در استوکپورت تشکیل دادند که به فینال مجله خدمات سلامت سال مشارکت سلامت فناوری ۲۰۲۲ سال راه یافت. این کمک مالی دیجیتال پی او دی ای سی را از ان اچ سی دیجیتال تأمین نمود.